# Андрианов, Андрей Михайлович
Андре́й Миха́йлович Андриа́нов (1 марта 1917 — 16 июля 1944) — участник Великой Отечественной войны, командир миномётного расчёта мотострелкового батальона 69-й механизированной бригады 9-го механизированного корпуса 3-й гвардейской танковой армии Воронежского фронта, Герой Советского Союза (17 ноября 1943), сержант.

## Биография
Родился в 1917 году в Орле в семье рабочего. Русский. Окончил 7 классов. Работал на обувной фабрике и на мебельном комбинате в Орле.
В Красной Армии с 1941 года. Участник Великой Отечественной войны с 1941 года. Принимал участие в освобождении Украины.
Командир миномётного расчёта мотострелкового батальона 69-й механизированной бригады (9-й механизированный корпус, 3-я гвардейская танковая армия, Воронежский фронт) сержант Андрей Андрианов отличился при форсировании Днепра.
22 сентября 1943 года его расчёт первым преодолел реку, огнём поддерживал наступление пехотинцев, подавил 2 огневые точки, уничтожил много гитлеровцев.
27 сентября расчёт под командованием сержанта Андрианова участвовал в отражении контратаки противника и освобождении села Григоровка Каневского района Черкасской области Украины.
Указом Президиума Верховного Совета СССР от 17 ноября 1943 года за образцовое выполнение боевых заданий командования на фронте борьбы с немецко-фашистскими захватчиками и проявленные при этом мужество и героизм, сержанту Андрианову Андрею Михайловичу присвоено звание Героя Советского Союза.
А. М. Андрианов принимал участие в освобождении Прибалтики. Погиб 16 июля 1944 года в бою за город Паневежис (Литва).

## Награды
- Медаль «Золотая Звезда» Героя Советского Союза
- Орден Ленина
- Медали

## Память
- Похоронен в городе Паневежис в Литве.
- Имя А. М. Андрианова носят улицы в Орле и Паневежисе.
- В Орле на доме, который построен на месте, где жил до войны Герой, установлена мемориальная доска.
- В Орле с 1976 года проходит волейбольный турнир памяти А. М. Андрианова.